# ジャガー・ランドローバー・インジニウムエンジン
インジニウムエンジン（Ingenium engine）は、インド・タタ自動車の子会社である、イギリス・ジャガー・ランドローバーのガソリンエンジンおよびディーゼルエンジンの系列である。

## 概要
ジャガー・ランドローバーが、フォード・モーターグループの高級車部門「プレミア・オートモーティブ・グループ」（PAG）から離脱したことに伴い、自社開発で完全新設計したエンジンである。
燃費・環境性能の大幅向上と高性能を両立させており、軽量化と高効率化を極限まで追求。ディーゼル微粒子除去装置（DPF）や尿素SCRシステムが採用され、「Euro 6」だけではなく日本のポスト新長期規制もクリアできるだけの排ガス性能を持つ。また、徹底的に内部摩擦を抑えるように設計され、振動抑制のためツイン・バランサーシャフトを採用している。また燃料噴射装置のインジェクターを切り離し、噴射ポンプのドライブ・スプロケットを0.5 mmの楕円形とすることで静粛性も向上している。この結果、163 PS仕様の燃費は75 mpg（約26.5 km/リットル）という驚異的な数値となった。 
近年流行のコモンアーキテクチャーの思想も取り入れられている。1シリンダーあたり500 ccの基本構造をもとにガソリン・ディーゼル両種に対応可能なモジュラー設計となっており、直列3気筒・直列4気筒・直列5気筒・直列6気筒に拡張可能である。
2015年にディーゼルが、2017年にガソリンが製造開始。PAGグループ所属時代に搭載されていたフォードグループの「エコブースト」および「デュラトルク」エンジンは2015年以降、本機に置き換えられる。

## バリエーション
| エンジン型式      | 総排気量 cc | ボア×ストローク mm | 最高出力 kW（PS）/rpm | 最大トルク Nm/rpm | 販売期間 | 搭載モデル |
| ----------------- | ----------- | ------------------ | --------------------- | ----------------- | -------- | --- |
| AJ200 ガソリン    | 1,999       | 83x92.3            | 147（200）            | 320               | 2016-    | ジャガー・XE ランドローバー・ディスカバリースポーツ                                                                     |
| AJ200 ガソリン    | 1,999       | 83x92.3            | 180（250）/5,500      | 365/1,200 - 4,500 | 2016–    | ジャガー・XE ジャガー・XF ジャガー・XJ ジャガー・Eペイス ジャガー・Fペイス                                              |
| AJ200 ガソリン    | 1,999       | 83x92.3            | 221（300）/1500       | 400/1500          | 2017-    | ジャガー・Fタイプ ジャガー・Eペイス ランドローバー・ディスカバリー                                                      |
| AJ300             | 2,996       | 83x92.3            | 400（294）            | 550               | 2019-    | レンジローバー・スポーツ                                                                                                |
| AJ200D ディーゼル | 1,999       | 83x92.3            | 110（150）/4,000      | 380/1,750 - 2,500 | 2015-    | ランドローバー・ディスカバリースポーツ レンジローバー・イヴォーク ジャガー・Eペイス                                     |
| AJ200D ディーゼル | 1,999       | 83x92.3            | 120（163）/4,000      | 380/1,750 - 2,500 | 2015-    | ジャガー・XE ジャガー・Fペイス ランドローバー・ディスカバリースポーツ                                                   |
| AJ200D ディーゼル | 1,999       | 83x92.3            | 130（180）/4,000      | 430/1,750 - 2,500 | 2015-    | ジャガー・XE ジャガー・Eペイス ジャガー・Fペイス レンジローバー・イヴォーク レンジローバー・ヴェラール                  |
| AJ200D ディーゼル | 1,999       | 83x92.3            | 180（240）/4,000      | 500/1,500         | 2015-    | ジャガー・XE ジャガー・XF ジャガー・Eペイス ジャガー・Fペイス ランドローバー・ディスカバリー レンジローバー・ヴェラール |